# 한국의 사진가 목록
다음은 한국의 사진가 목록이다.

## ㄱ
- 김미루
- 김아타
- 김중만
- 구본창

## ㄴ
- 니키 리 (미술가)

## ㅁ
- 민충식 (사진가)(영어판)

## ㅂ
- 박노해
- 박소영 (사진가)(영어판)
- 박정근 (사진작가)
- 배두나
- 배병우 (사진가)
- 배찬효

## ㅅ
- 성남훈

## ㅇ
- 안준 (사진가)(영어판)
- 유병언
- 유재력
- 이정진 (사진가)(영어판)

## ㅈ
- 장인아

## 같이 보기
- 사진가 목록